# Phare d'Estevan Point
Le phare d'Estevan Point  (anglais : Estevan Point Lighthouse) est un phare canadien situé sur Hesquiat Peninsula Provincial Park (en)  de l’île de Vancouver (District régional d'Alberni-Clayoquot).
Ce phare patrimonial  est répertorié par la Loi sur la protection des phares patrimoniaux (en)  en date du 20 décembre 2013.

## Histoire
Le phare a été construit en 1909. Il a été bombardé par un sous-marin japonais durant la Seconde Guerre mondiale. 
Il a été classé édifice fédéral du patrimoine le 1er août 1991.